# Stevin Smith
Stevin Lamarcus Smith, (Dallas, Texas; 23 de febrero de 1972) es un exjugador de baloncesto estadounidense. Con 1.85 de estatura, su puesto natural en la cancha era el de base. 

## Trayectoria profesional
- Club Baloncesto Peñas Huesca (1994)
- Grand Rapids Hoops (1994-1995)
- Sunkist (1995)
- Grand Rapids Hoops (1995-1996)
- Sioux Falls Skyforce (1996-1997)
- Dallas Mavericks (1997)
- Olympique Antibes (1997-1998)
- Kusadasi (1998-1999)
- Olympique Antibes  (2000-2001)
- SLUC Nancy (2001-2002)
- ASVEL Lyon-Villeurbanne (2002-2003)
- Ironi Nahariya (2003-2004)
- Dinamo Moscú Oblast (2004-2006)
- Scafati Basket (2006-2007)
- PBC Lukoil Academic (2007-2008)